# Max Levien

Max Levien

Max Levien (* 21. Mai 1885 in  Moskau; † 16. Juni oder 17. Juni 1937 in der Sowjetunion) war ein deutsch-russischer Kommunist.
Zum Jahreswechsel 1918/19 war er einer der Mitbegründer der Kommunistischen Partei Deutschlands (KPD). Als erster Parteivorsitzender der KPD in Bayern war er im April 1919 einer der Protagonisten der Münchner Räterepublik, die in der Folge der Novemberrevolution von 1918 entstanden ist.

## Leben

### Anfänge
Max Levien wurde 1885 in Moskau als Sohn des aus einer alten Mecklenburger Familie stammenden Großkaufmanns Ludwig Levien geboren. Erich Wollenberg bezeichnete ihn als „hugenottischer Abstammung“ und der „Name seiner französischen Vorfahren Le Vin“ durch das Standesamtregister mit, den in der späteren Literatur aufgegriffenen, „Levin“ als Familiennamen eingedeutscht. Seine Schullaufbahn begann er 1893 am deutschen Gymnasium in Moskau und setzte sie 1897 in Meißen fort, wo er 1902 sein Abitur machte. Sein im Herbst 1905 angefangenes naturwissenschaftliches Studium an der Universität Halle brach er ab, weil er sich an der russischen Revolution von 1905 beteiligte. Ab 1906 Mitglied der russischen Sozialrevolutionäre, saß er 1907/08 eine Gefängnisstrafe in Moskau ab. Nach seiner Freilassung ging Levien nach Zürich, wo er seine Studien fortsetzte und im Sommer 1913 mit einer Promotion abschloss. In der Schweiz schloss er sich den russischen Sozialdemokraten an, hatte Kontakte zu Lenin und wurde Anhänger der Bolschewiki. Nach der Promotion ging Levien nach Deutschland und nahm die deutsche Staatsbürgerschaft an. Am 29. Oktober 1913 meldete er sich freiwillig zum bayerischen Infanterie-Leibregiment und diente von 1914 bis 1918 als Soldat.

### Revolution und Räterepublik
In der Novemberrevolution war Levien in den Soldatenräten aktiv und arbeitete dabei eng mit dem anarchistischen Schriftsteller und Aktivisten Erich Mühsam (1878–1934) zusammen. Levien wurde Vorsitzender des Münchner Soldatenrates und der Münchner Spartakusgruppe. Als Delegierter Münchens nahm er am Gründungsparteitag der KPD teil und übernahm deren Parteivorsitz in Bayern. Zusammen mit seinem Parteigenossen Eugen Leviné war Levien nach der Niederschlagung des sogenannten Palmsonntagsputschs ab 13./14. April 1919 einer der Anführer der zweiten Phase der Räterepublik. Levien war im Gegensatz zu Leviné nicht jüdischer Herkunft, wurde aber wie dieser von politischen Gegnern als Jude diffamiert. Inwieweit er die Erschießung von 10 Gefangenen, dem sogenannten „Geiselmord im Luitpold-Gymnasium“" angestiftet oder gebilligt hat, ist unklar. Nach der Niederschlagung der Räterepublik wurde Levien verhaftet, konnte jedoch im Mai 1919 nach Wien fliehen. Dort wurde er abermals festgenommen.
Karl Retzlaw, der ihn persönlich kannte und mit ihm zusammengearbeitet hat, schrieb in seiner Biografie: „Max Levien war eine interessante Erscheinung. Etwa 35 Jahre alt, mittelgross, volles dunkles Haar – ‚Künstlermähne‘ – Doktor der Naturwissenschaften und ein großartiger, schlagfertiger Redner.“
Die österreichische Regierung ließ Levien Ende 1920 frei; zuvor hatten nach einem Auslieferungsgesuch der bayerischen Justiz lange Verhandlungen stattgefunden.

### Sowjetisches Exil
Levien übersiedelte im Juni 1921 nach Moskau, wo er zunächst in der Hungerhilfe für Sowjetrussland tätig war. 1922 in das Exekutivkomitee der Komintern (EKKI) kooptiert, arbeitete er in dessen Apparat und nahm 1924 am 5. Komintern-Weltkongress teil. Levien war außerdem als Redakteur der Komintern-Zeitschrift Unter dem Banner des Marxismus tätig und unterrichtete an der Kommunistischen Universität der nationalen Minderheiten des Westens. 1925 wurde er Mitglied der Russischen Kommunistischen Partei. In dieser Zeit war Levien eng mit dem in Ungnade gefallenen KPD-Führer Arkadi Maslow verbunden.
In den 1930er Jahren hatte er zuletzt einen Lehrstuhl für Geschichte und Philosophie der Naturwissenschaften an der Moskauer Universität.
Schließlich fiel Levien dem Großen Terror zum Opfer: Am 10. Dezember 1936 wurde er vom NKWD verhaftet und zunächst im März 1937 zu fünf Jahren Lagerhaft verurteilt. Das Urteil wurde am 16. Juni 1937 in ein Todesurteil umgewandelt, welches am folgenden Tag vollstreckt wurde.
Max Levien wird von dem russischen Historiker Alexander Vatlin als Opfer der Deutschen Operation des NKWD klassifiziert, obwohl er bereits vor dem Anlaufen der Operation (Ende Juli 1937) verurteilt und erschossen wurde.